# ITunes Originals – Jack Johnson
iTunes Originals – Jack Johnson – wydawnictwo iTunes Originals Jacka Johnsona, dostępne początkowo wyłącznie w europejskim iTunes Store. Obecnie album ten można ściągnąć poprzez iTunes Store na całym świecie.
Wydawnictwo jest kompilacyjnym albumem, złożonym z 25 piosenek Johnsona w wersjach akustycznych, opatrzonym komentarzami muzyka. Jack mówi o m.in. swoich muzycznych inspiracjach oraz życiu prywatnym.

## Lista utworów
1. "iTunes Originals"
2. "The Horizon Has Been Defeated"
3. "Two Keg Flyers"
4. "Flake"
5. "Hendrix, Hip-Hop and the Hawaiians"
6. "Taylor"
7. "Documenting In Song"
8. "F-Stop Blues"
9. "Where the Jimmy Buffett Cover Came From"
10. "A Pirate Looks at Forty"
11. "A Plane That Had Gone Past the Sun"
12. "Traffic In the Sky"
13. "It's Everybody's Fault"
14. "Cookie Jar"
15. "Eventually the Safety Valve, and Everything Moves On"
16. "Fall Line" / "Where Do The Children Play?"
17. "Making" / "Gone"
18. "Gone"
19. "The News" / "Natural Mystic"
20. "Music Is Pure Fun"
21. "Tomorrow Morning"
22. "Necessity Is the Mother of Invention"
23. "Dreams Be Dreams"
24. "A Mosquito On My Nose"
25. "Symbol In My Driveway"